# 로렌 투생
로레인 투산트(영어: Lorraine Toussaint, 영어 발음: /tuːˈsɑːnt/, 1960년 4월 4일 ~ )는 미국의 배우이다. 영국령 시절의 트리니다드 토바고에서 태어나 1960년대 후반 미국으로 이민하였다.

## 출연 작품

### 영화
- 애스크 미 애니씽 (2014, Ask Me Anything)
- 셀마 (2014) - 어밀리아 보인턴 역
- 더 나이트 비포 (2015)
- 소피 앤 더 라이징 선 (2016, Sophie and the Rising Sun)
- 러브 비츠 라임스 (2017, Love Beats Rhymes)
- 스케어리 스토리: 어둠의 속삭임 (2019) - 루 루 역
- 글로리아의 여정 (2020) - 플로 케네니 역
- 니모나 (2023) - 애니메이션

### 텔레비전
- 포에버 (2014-15) - 조애나 리스 경위 역
- 로즈우드 (2015-17)